# Organizacija mest svetovne dediščine
Organizacija mest svetovne dediščine (Organization of World Heritage Cities - OWHC) je mednarodna neprofitna, nevladna organizacija 250 mest, v katerih so mesta s seznama Unescove svetovne dediščine. Ustanovljena je bila leta 1993 v Fesu v Maroku med drugim mednarodnim simpozijem mest svetovne dediščine. Sedež OWHC je v mestu Quebec v Kanadi. 250 mest članic OWHC ima skupaj več kot 130 milijonov prebivalcev.

## Zgodovina
Med prvim mednarodnim simpozijem mest svetovne dediščine v mestu Québec leta 1991 je 41 sodelujočih mest sprejelo deklaracijo mesta Québec. Ta izjava navaja željo po izgradnji mreže mest svetovne dediščine.
Na drugem mednarodnem simpoziju mest svetovne dediščine v Fesu v Maroku  leta 1993 je bil OWHC ustanovljen. 56 sodelujočih mest je odločalo o poslanstvu, ciljih in pristojnostih organizacije. Na ustanovnem občnem zboru so mesta članice izvolila prvi upravni odbor in generalnega sekretarja.
Od prve generalne skupščine se mesta članice sestajajo vsaki dve leti. Spodaj so navedena leta, lokacije in teme prejšnjih generalnih zborov.
- 1995 Bergen (Norveška): Komunikacija med mesti svetovne dediščine
- 1997 Evora (Portugalska): Turizem in svetovna dediščina – izzivi in priložnosti
- 1999 Santago de Compostela (Španija): Inovacija v upravljanju mest svetovne dediščine
- 2001 Puebla (Mehika): Preprečevalni in zaščitni ukrepi za mesta svetovne dediščine v primeru katastrofe
- 2003 Rodos (Grčija)
- 2005 Cusco (Peru): dediščina človeštva, dediščina s človeštvom
- 2007 Kazan (Ruska federacija): Dediščina in ekonomija
- 2009 Quito (Ekvador): Revitalizacija zgodovinskih središč: kako vključiti vse družbene akterje?
- 2011 Sintra (Portugalska): Mesta svetovne dediščine in podnebne spremembe
- 2013 Oaxaca (Mehika): mesta dediščine, trajnostna mesta
- 2015 Arequipa (Peru):mesta svetovne dediščine, odporna mesta
- 2017 Ahmedabad (Indija): mesta svetovne dediščine
- 2017 Asmara (Eritreja): mesta svetovne dediščine, najsodobnejše mesto v Afriki

## Mesta svetovne dediščine

### Afrika
- Agadez ( Niger)
- Cidade Velha ( Zelenortski otoki)
- Dakar ( Senegal)
- Grand-Bassam ( Slonokoščena obala)
- Harar Jugol ( Etiopija)
- Otok Mozambik ( Mozambik)
- Kašuša ( Vzhodni Kongo)
- Lamu ( Kenija)
- Mombasa ( Kenija)
- Saint-Louis ( Senegal)
- Timbuktu ( Mali)
- Zanzibar ( Tanzania)

### Arabske države
- Alep ( Sirija)
- Alžir ( Alžirija)
- Kairo ( Egipt)
- Damask ( Sirija)
- Erbil ( Irak)
- Essaouira ( Maroko)
- Fes ( Maroko)
- Ghadames ( Libija)
- Ghardaïa ( Alžirija)
- Džida ( Saudova Arabija)
- Kairouan ( Tunizija)
- Marakeš ( Maroko)
- Meknes ( Maroko)
- Muharak ( Bahrain)
- Rabat ( Maroko)
- Sana ( Jemen)
- Šibam ( Jemen)
- Sousse ( Tunizija)
- Tetouan ( Maroko)
- Tunis ( Tunizija)
- Zabid ( Jemen)

### Azija in Pacifik
- Ahmedabad ( Indija)
- Akko ( Izrael)
- Aktau ( Kazahstan, opazovalec)
- Amber, ( Indija)
- Andong ( Južna Koreja)
- Anuradhapura ( Šrilanka)
- Bam ( Iran)
- Bergama ( Turčija)
- Bhaktapur (   Nepal)
- Boeun ( Južna Koreja)
- Bursa ( Turčija)
- Bujeo ( Južna Koreja)
- Čengde ( Ljudska republika Kitajska)
- Denpasar ( Indonezija)
- Dijarbakır ( Turčija)
- Dudžjangjan ( Ljudska republika Kitajska)
- Galle ( Šrilanka)
- George Town ( Malezija)
- Gianjar ( Indonezija)
- Gočang ( Južna Koreja)
- Gongdžu ( Južna Koreja)
- Goris ( Armenija, opazovalec)
- Gvangdžu ( Južna Koreja)
- Gjongdžu ( Južna Koreja)
- Henam ( Južna Koreja)
- Hapčon ( Južna Koreja)
- Hoi An ( Vietnam)
- Hué ( Vietnam)
- Hvasun ( Južna Koreja)
- Ičeri Šeher ( Azerbajdžan)
- Carigrad ( Turčija)
- Iksan ( Južna Koreja)
- Jeruzalem ( Israel)
- Džongno-gu ( Južna Koreja)
- Kandi ( Šrilanka)
- Karangasem ( Indonezija, opazovalec)
- Katmandu (   Nepal)
- Hiva ( Uzbekistan)
- Konya ( Turčija)
- Kjoto ( Japonska)
- Patan (   Nepal)
- Levuka ( Fidži)
- Lidžjang ( Ljudska republika Kitajska)
- Luang Prabang ( Laos)
- Makav ( Ljudska republika Kitajska)
- Melaka ( Malezija)
- Miagao ( Filipini)
- Nara ( Japonska)
- Pjaj ( Mjanmar, opazovalec)
- Safranbolu ( Turčija)
- Selçuk ( Turčija)
- Songbuk ( Južna Koreja)
- Singapur ( Singapur)
- Surakarta ( Indonezija, opazovalec)
- Suvon ( Južna Koreja
- Sudžou ( Ljudska republika Kitajska)
- Tel Aviv ( Izrael)
- Turkistan ( Kazahstan)
- Vigan ( Filipini)
- Jangsan ( Južna Koreja)
- Yazd ( Iran)
- Yeongju ( Južna Koreja)
- Erevan ( Armenija, opazovalec)

### Evropa in Kanada
- Alcalá de Henares ( Španija)
- Amsterdam ( Nizozemska)
- Angra do Heroísmo ( Portugalska)
- Aranjuez ( Španija)
- Augsburg ( Nemčija)
- Avila ( Španija)
- Baeza ( Španija)
- Bamberg ( Nemčija)
- Banská Štiavnica ( Slovaška)
- Bardejov ( Slovaška)
- Bath ( Združeno kraljestvo)
- Beemster ( Nizozemska)
- Bergen ( Norveška)
- Berlin ( Nemčija)
- Bern (  Švica)
- Bernau ( Nemčija)
- Biertan ( Romunija)
- Bolgar ( Rusija)
- Bordeaux ( Francija)
- Brugge ( Belgija)
- Bruselj ( Belgija)
- Budimpešta ( Madžarska)
- Cáceres ( Španija)
- Carcassonne ( Francija)
- Český Krumlov ( Češka)
- Patmos ( Grčija)
- Coimbra ( Portugalska)
- Kordova ( Španija)
- Cuenca ( Španija)
- Derbent ( Rusija)
- Dessau ( Nemčija)
- Dubrovnik ( Hrvaška)
- Edinburgh ( Združeno kraljestvo)
- Ečmiadzin ( Armenija)
- Elvas ( Portugalska)
- Évora ( Portugalska)
- Fontainebleau ( Francija)
- Granada ( Španija)
- Graz ( Avstrija)
- Guimarães ( Portugalska)
- Hamburg ( Nemčija)
- Ibiza ( Španija)
- Karlskrona ( Sweden)
- Kazan ( Rusija)
- Kolding ( Danska)
- Kotor ( Črna Gora)
- Krakov ( Poljska)
- Kutná Hora ( Češka)
- Lvov ( Ukrajina)
- Le Havre ( Francija)
- Lübeck ( Nemčija)
- Luksemburg ( Luksemburg)
- Lyon ( Francija)
- Mérida ( Španija)
- Modena ( Italija)
- Mont Saint-Michel ( Francija)
- Moskva ( Rusija)
- Mostar ( Bosna in Hercegovina)
- Nancy ( Francija)
- Naumburg ( Nemčija)
- Nessebar ( Bolgarija)
- Notodden ( Norveška)
- Veliki Novgorod ( Rusija)
- Ohrid ( Severna Makedonija)
- Porto ( Portugalska)
- Oviedo ( Španija)
- Padula ( Italija)
- Palazzolo Acreide ( Italija)
- Pariz ( Francija)
- Potsdam ( Nemčija)
- Praga ( Češka)
- Provins ( Francija)
- Quedlinburg ( Nemčija)
- Rauma ( Finska)
- Regensburg ( Nemčija)
- Rodos ( Grčija)
- Riga ( Latvija)
- Roros ( Norveška)
- Rotterdam ( Nizozemska)
- Sankt Peterburg ( Rusija)
- Salamanca ( Španija)
- Salzburg ( Avstrija)
- San Cristóbal de La Laguna ( Španija)
- San Gimignano ( Italija)
- Santiago de Compostela ( Španija)
- Segovia ( Španija)
- Sighișoara ( Romunija)
- Sintra ( Portugalska)
- Split ( Hrvaška)
- Stockholm ( Švedska)
- Stralsund ( Nemčija)
- Strasbourg ( Francija)
- Suzdal ( Rusija)
- Talin ( Estonija)
- Tarragona ( Španija)
- Telč ( Češka)
- Telford ( Združeno kraljestvo)
- Tinn ( Norveška)
- Toledo ( Španija)
- Torun ( Poljska)
- Třebíč ( Češka)
- Trogir ( Hrvaška)
- Úbeda ( Španija)
- Valletta ( Malta)
- Vatikan ( Vatikan)
- Dunaj ( Avstrija)
- Vilna ( Litva)
- Vinje ( Norveška)
- Visby ( Švedska)
- Varšava ( Poljska)
- Wismar ( Nemčija)
- Jaroslavelj ( Rusija)
- Zamosc ( Poljska)

### Latinska Amerika in Karibi
- Arequipa ( Peru)
- Belo Horizonte ( Brazilija)
- Brasilia ( Brazilija)
- Bridgetown ( Barbados)
- Camaguey ( Kuba)
- Campeche ( Mehika)
- Cartagena ( Kolumbija)
- Colonia del Sacramento ( Urugvaj)
- Coro ( Venezuela)
- Cuenca ( Ekvador)
- Cuernavaca ( Mehika)
- Cuzco ( Peru)
- Diamantina ( Brazilija)
- Fray Bentos ( Urugvaj)
- Guadalajara ( Mehika)
- Guanajuato ( Mehika)
- Havana ( Kuba)
- Lima ( Peru)
- Lunenburg ( Kanada)
- Ciudad de Mexico ( Mehika)
- Morelia ( Mehika)
- Oaxaca de Juárez ( Mehika)
- Olinda ( Brazilija)
- Ouro Preto ( Brazilija)
- Panama ( Panama)
- Filadelfija ( ZDA)
- Potosi ( Bolivija)
- Puebla de Zaragoza ( Mehika)
- Quebec ( Kanada)
- Querétaro ( Mehika)
- Quito ( Ekvador)
- Rímac ( Peru)
- Rio de Janeiro ( Brazilija)
- Salvador ( Brazilija)
- San Antonio ( ZDA)
- San Miguel de Allende ( Mehika)
- San Pablo Villa de Mitla ( Mehika)
- Santa Cruz de Mompox ( Kolumbija)
- São Luís ( Brazilija)
- St George's ( Bermudi)
- Sucre ( Bolivija)
- Tlacotalpan ( Mehika)
- Trinidad ( Kuba)
- Trujillo ( Peru, opazovalec)
- Valparaíso ( Čile)
- Willemstad ( Curaçao)
- Xochimilco ( Mehika)
- Zacatecas ( Mehika)